# Casa Vilà (Ripoll)
Casa Vilà és un habitatge a la vila de Ripoll protegida com a bé cultural d'interès local. Immoble format per dos cossos: l'edifici d'habitatges i un magatzem o cobert. L'edifici d'habitatges té planta baixa, tres plantes pis i golfes. Hi ha quatre obertures per nivell a la façana que dona al carrer del Prat; a la planta baixa hi ha una porta tapiada -la que queda més cap a l'esquerra. Les dues obertures centrals de les plantes primera, segona i tercera són balcons individuals. Les obertures de les golfes són de disseny semi-circular. El cos que fa les funcions de magatzem, amb una alçada inferior a l'edifici d'habitatges, té per sobre un terrat, afegit amb posterioritat. La façana que dona al riu Freser, arrebossada i no pintada, presenta les obertures amb una disposició asimètrica. No hi ha cap accés a l'interior de l'immoble. De la façana que dona al passeig només són visibles la 3a i la 4a planta i les golfes; la resta ho tapa el cos afegit. La disposició de les obertures en aquesta façana és asimètrica.
La coberta del cos d'habitatges, a dues aigües, és de teula. No és uniforme i presenta dos nivells; l'inferior, amb llates i encavallades de fusta està coronat a la part frontal per una forma punxeguda. Entre els dos nivells, a l'altura de les golfes hi ha un terrat amb una coberta lleugera de caràcter provisional, com les que cobreixen el cos més baix.